# Historia del rugby
La historia del rugby surge a mediados del siglo XIX, como deporte derivado del llamado football multitudinario (mob football) que se practicaba sin reglas fijas en las Islas británicas, desde tiempos medievales. Un relato tradicional cuenta que, en 1823, un estudiante de la Rugby School, el inglés William Webb Ellis, hizo trampa durante un partido de football primitivo, dando origen así a la modalidad que luego adoptaría el nombre de la escuela en la que nació. De 1845 datan las reglas elaboradas por los estudiantes del Colegio de Rugby, permitiendo jugar la pelota con las manos, de las que derivaron las reglas actuales. En 1863 se elaboraron en Londres las primeras reglas del fútbol asociación, prohibiendo tocar la pelota con las manos, separando definitivamente el «fútbol rugby» (con las manos) del «futbol asociación» (sin las manos).

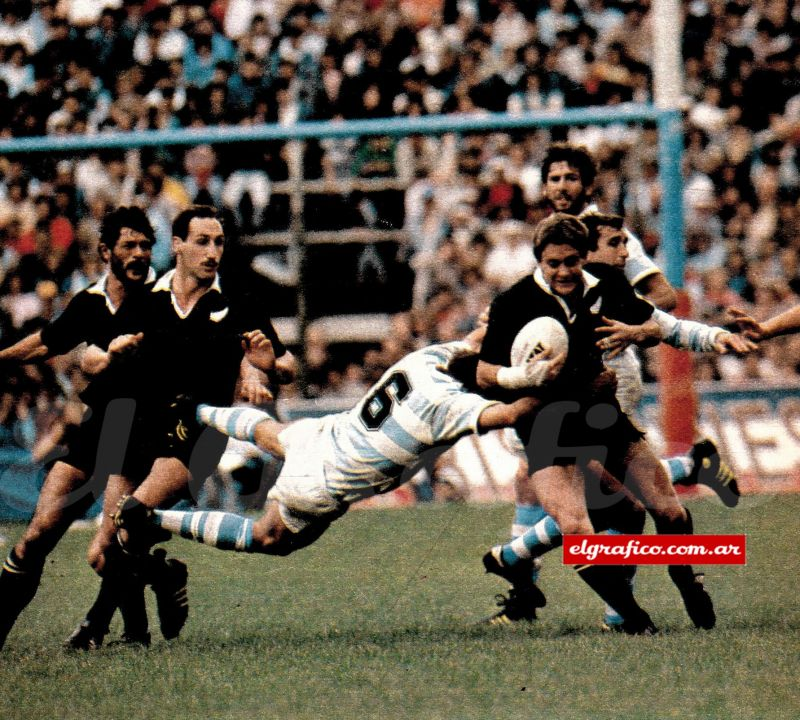
Argentina vs. Nueva Zelanda, noviembre de 1985.

Desde entonces el rugby adquirió relevancia como deporte independiente en las islas británicas y territorios que fueron colonias del Imperio británico, como Australia, Nueva Zelanda y Sudáfrica. Fuera de estos territorios, Francia ha sido el país con mayor desarrollo, mientras que en América y en los países de habla hispana, el rugby encontró su mayor desarrollo en Argentina.
En 1886 se fundó la International Rugby Board, hoy redenominada como World Rugby, que es la máxima rectora de este deporte a nivel mundial. En 2017 contaba con 117 uniones nacionales miembros.
El primer partido internacional se jugó en 1871 entre las selecciones de Escocia e Inglaterra. En 1882 ambas, más Gales e Irlanda comenzaron a disputarse el Torneo de las Cuatro Naciones y significó el primer crecimiento internacional. Hoy en día se realiza cada cuatro años la Copa del Mundo, la tercera competición que más recauda globalmente, desde 1987.
El rugby femenino inició en la primera mitad del siglo XX, en 1982 tuvo su primer partido internacional y desde 1991 realiza la Copa Mundial, además de participar en los Juegos Olímpicos. Actualmente constituye el 25 % de los individuos participantes del rugby (árbitros, dirigentes y jugadores).
En 1995 World Rugby permitió la profesionalización, decisión a la que se opuso fuertemente durante años, expandiendo con los años el rugby a países novatos con tradición rugbística; como los Estados Unidos, Japón y Sudamérica. En 2016 el deporte regresó a los Juegos Olímpicos, en su modalidad de siete jugadores.

## Invención

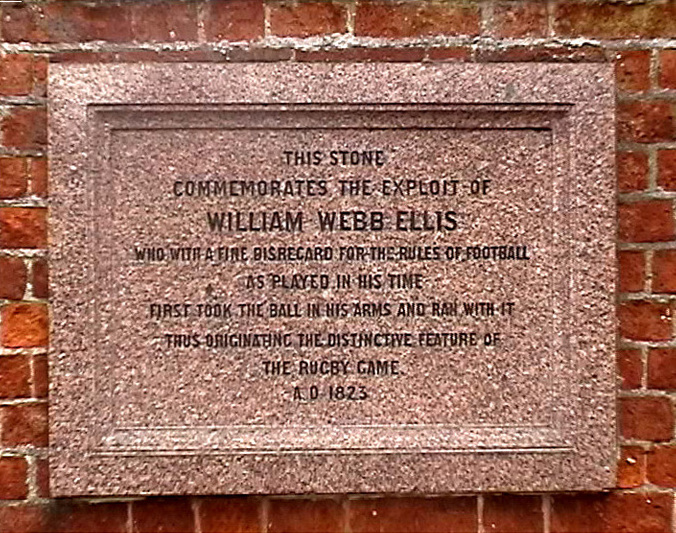
Placa conmemorativa de la acción de William Webb Ellis: «Esta piedra conmemora la proeza de William Webb Ellis quien con fina desobediencia de las reglas del fútbol como se jugaba en su tiempo tomó primero el balón en sus brazos y corrió con él originando así la distintiva característica del juego de rugby A.D. 1823.». Existe un amplio consenso en considerar que el hecho nunca sucedió.

Durante el siglo XIX se desarrolló entre los colegios privados de Inglaterra un proceso de definición de las reglas del football, un juego poco definido -que los hispanohablantes denominaron fútbol de carnaval-, que los estudiantes practicaban en cada pueblo británico según sus propias reglas. De ese proceso de reglamentación surgirían el rugby y el fútbol modernos, así como otros deportes emparentados.
Una tradición surgida en 1876, atribuye la invención del rugby a un estudiante de teología del Colegio de Rugby. Según el relato tradicional, en 1823, durante un partido de football o fútbol de carnaval, William Webb Ellis, «con fina desobediencia de las reglas del fútbol», tomó la pelota con las manos y la llevó hasta la meta contraria, obteniendo un gol. La historicidad del hecho ha sido reiteradamente puesta en duda, pero es aceptada oficialmente por la International Rugby Board como primer antecedente del rugby moderno, y el trofeo que se entrega a los ganadores de la Copa del Mundo de Rugby lleva su nombre.

### Reglamentación
A mediados del siglo XIX surgió la necesidad de unificar las reglas del juego y ponerlas por escrito. En los años 1840 Reino Unido había desarrollado una red ferroviaria que conectó entre sí a las ciudades de la isla y una de sus consecuencias fue impulsar y multiplicar los encuentros deportivos intercolegiales. A pesar de que los contrincantes acordaban antes de cada encuentro las reglas a que se sujetarían, las discusiones y peleas sobre las acciones que estaban permitidas o prohibidas, fue un inconveniente cada vez más notable.

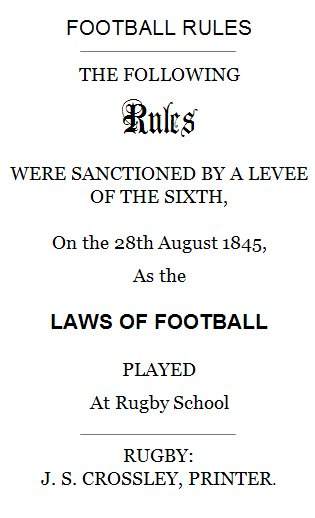
Portada de la publicación original del Código Rugby: «Reglas del Football. Las siguientes reglas fueron sancionadas por una asamblea de Sexto, el 28 de agosto de 1845 como Leyes del Football jugado en el Colegio Rugby. Rugby: J.S. Crossley, Impresor».

Los estudiantes de los colegios ingleses comenzaron entonces a escribir las reglas, con el fin de unificarlas. El primer colegio en hacerlo fue el de Rugby, donde el fútbol se había practicado en una versión muy física, utilizando zancadillas y amontonamientos («hacking» y «maul») y permitiendo tomar, pasar y correr con la pelota en las manos. Las Reglas de Rugby fueron escritas el 28 de agosto de 1845 por tres estudiantes, William Delafield Arnold, W.W. Shirley, y Frederick Hutchins. Estaba integrado por una serie de considerandos y 37 reglas que constituyen el primer antecedente reglado del rugby moderno. Allí figuran reglas que luego señalarían la identidad del juego, como los arcos en forma de hache, la conversión, el uso de las manos para llevar la pelota, las reglas del off-side, el «knock-on», el «scrummage», el «marck», el «hacking» (dar puntapiés, del verbo inglés «to hack», cortar a hachazos) debajo de las rodillas, etc.

## Separación con el fútbol
A las reglas de Rugby otros colegios opusieron reglas en las que se limitaba considerablemente el uso de las manos y el papel de la fuerza física. Entre estos colegios se destacaron las reglas escritas por Eton (1847) y Cambridge (1848). Estos colegios sostenían que en sus reglas se promovía más la habilidad, mientras que en las de Rugby se promovía más la fuerza.
A lo largo de esos años fueron formándose otros clubes para jugar con reglas basadas en las de la escuela de Rugby. De 1843 data la creación del club de "football" más antiguo del mundo, el Guy's Hospital Football Club, formado por exalumnos de la escuela. El Dublin University Football Club, fundado en 1854, es el más antiguo de los clubes de «football» (bajo cualquier regla) aún en actividad. Blackheath, fundado en 1857 o 1858 fue el primer club no universitario que aún sigue en actividad.
Finalmente en el 26 de octubre de 1863 comenzó una gran reunión de delegados de los estudiantes de varios colegios en Londres, en una taberna llamada Freemason's, con la intención de redactar un código de reglas que armonizaran los diversos métodos de juego que respondían a la denominación común de football. En la cuarta reunión se destacó que algunos periódicos habían publicado las reglas de Cambridge de 1863, que diferían del borrador de la Football Association en dos puntos fundamentales: «correr con el balón» y el hacking (patear las espinillas del rival); las reglas en controversia eran:

IX. Un jugador podrá correr con la pelota hacia la meta de sus adversarios si atrapa limpiamente el balón, o lo atrapa al primer bote; pero en caso de una atrapada limpia, si hace su marca no podrá correr.

X. Si cualquier jugador corre con la pelota hacia la meta de sus adversarios, cualquier jugador del equipo oponente tendrá libertad de cargarlo, agarrarlo, ponerle una zancadilla o darle puntapiés en la espinilla (hack), o arrancarle el balón, pero ningún jugador podrá ser agarrado y pateado (hacked) al mismo tiempo.

En la quinta reunión se propuso eliminar estas reglas. F.W. Campbell, del club Blackheath, sostuvo que el hacking era un elemento esencial del juego y que eliminarlo «quitará todo el coraje y la valentía del juego, y me sentiré tentado a traer un montón de franceses que los derrotarán con una semana de práctica».
La mayoría de los colegios mostraron su preferencia por la eliminación de las reglas controvertidas, sancionando las 13 reglas originales del fútbol asociación y fundando The Football Association. Cambpell retiró a Blackheat explicando que las reglas expurgadas destruirían el juego y todo interés en él. Otros clubes siguieron a Blackheat y desde ese momento, el rugby y el fútbol siguieron caminos propios, separándose del tronco común.

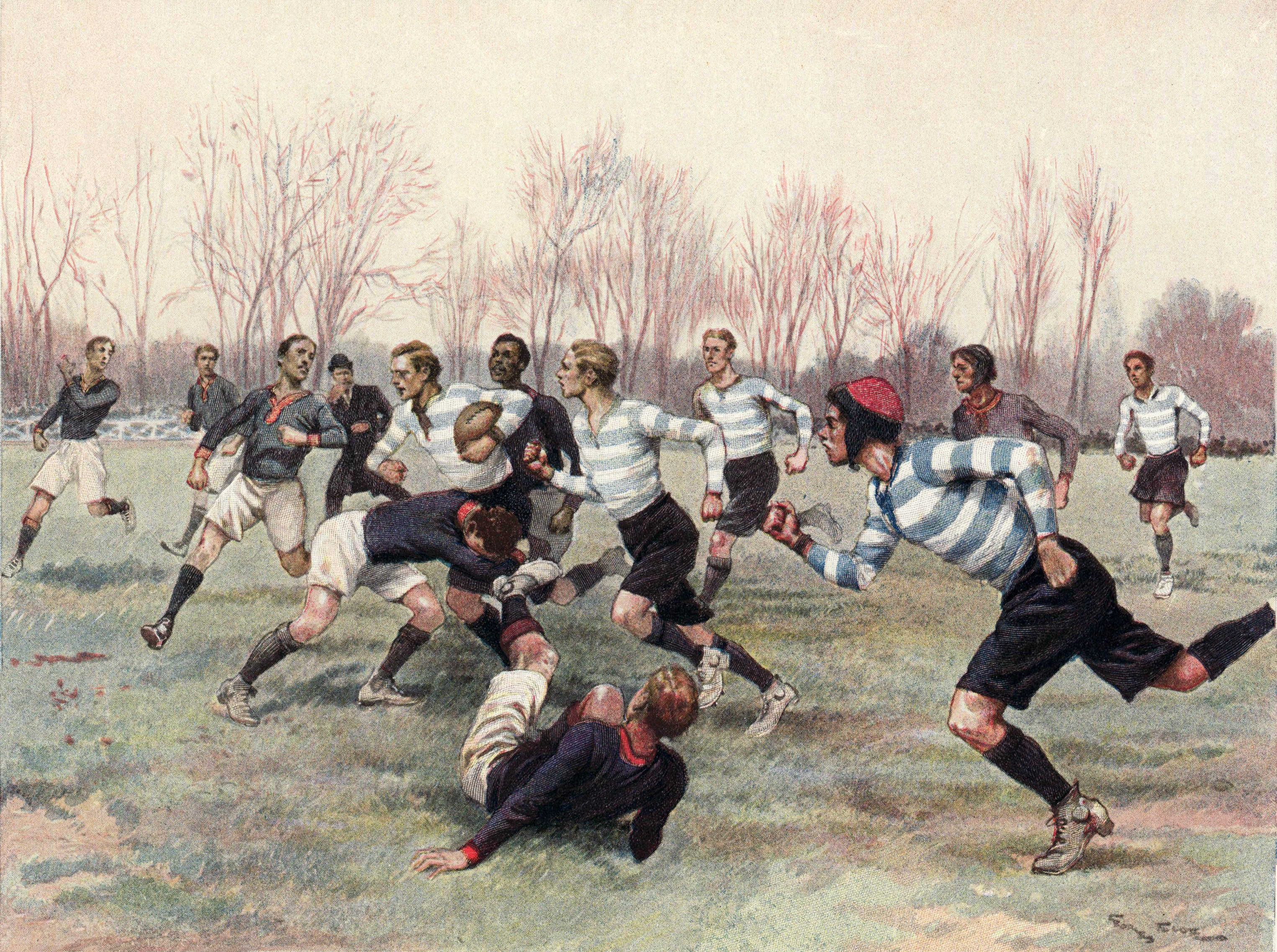
Ilustración de un partido entre el Stade Français (azul oscuro) contra el Racing Métro en París, en 1906.

## Asociaciones y primer partido internacional
En restorán Pall Mall de Londres el 26 de enero de 1871 se fundó la primera federación de rugby football, la Rugby Football Union de Inglaterra, integrada entonces por 22 clubes. Tres abogados que habían sido alumnos de Rugby se encargaron de redactar el primer reglamento, que se aprobó en junio de 1871. El 27 de marzo del mismo año se disputó el primer partido internacional entre Inglaterra y Escocia en Edimburgo. En 1877 el número de jugadores se redujo de 20 a 15 por equipo. En 1886 Escocia, Gales e Irlanda fundaron la International Rugby Football Board (IRFB), el organismo internacional rector de este deporte.

### Conflicto profesional y el gran cisma
En los años 1880 surgió un movimiento profesional que estaba cobrando impulso en el norte de Inglaterra. Los jugadores y los clubes estaban divididos por la creciente creencia de que los planteles debían recibir un pago por su tiempo jugando. La creciente popularidad del ahora profesional fútbol, estaba causando que se desafiara la fuerte posición amateur de la Rugby Football Union.
Uno de los catalizadores de la división entre la profesionalización y el amateurismo de la liga, fue cuando Jack Clowes aceptó £ 15 de su club por jugar. Clowes era talentoso, fue seleccionado a los British Lions y se le negó jugar en la gira de 1888 por su profesionalidad.
En 1895 se produce la temida escisión y aparece la variante del rugby league: con trece jugadores. En los años 1980 creó un nuevo caos, cuando talentosos jugadores decidían cambiarse a la modalidad y eran internacionales en quince jugadores (rugby union). Hoy en día continúa profesional y es muy importante financiera y popularmente en Australia.

## Expansión mundial

Bandera de los Leones, unión de las cuatro naciones británicas.

Con la extensión por el Reino Unido, se organizó en 1883 el primer torneo internacional: el Torneo de las Cuatro Naciones, entre las naciones británicas: Inglaterra, Escocia, Gales e Irlanda. Tras el éxito de la primera edición, se hizo anual y persiste en la actualidad con dos nuevos integrantes.

### Leones británico-irlandeses
Los British and Irish Lions se crearon en 1888 cuando una empresa comercial organizó un seleccionado y partió de gira a Australia y Nueva Zelanda, excolonias británicas con fama de alto nivel rugbístico. El combinado internacional jugó 35 partidos ante clubes y selecciones provinciales de ambos países.
En 1891 los Leones salieron de gira por segunda vez, en esta ocasión a la Colonia del Cabo y enfrentaron a la recién creada selección de Sudáfrica. Más tarde los sudafricanos se convertirían en una súper-potencia del rugby.
Los Lions son importantísimos en la historia, al jugar contra diversas naciones y expandir el desarrollo rugbístico a otros países.

### Europa
El Torneo de las Cinco Naciones 1910 fue el primero que incluyó al seleccionado de Francia. Durante muchos años, la IRB sospechó que la Federación Francesa de Rugby (FFR) violaba las reglas de amateurismo y en 1931 la expulsó.
Impedida de jugar contra las cuatro selecciones, en 1934 la FFR se reunió en la ciudad alemana de Hannover y fundó la Fédération Internationale de Rugby Amateur (FIRA). Incluyó y reconoció a las selecciones de Alemania, Bélgica, España, Italia, Países Bajos, Portugal y Rumania.
Luego de la Segunda Guerra Mundial, Francia se reincorporó al Torneo de las Cinco Naciones y siguió jugando el Campeonato Europeo. Hoy la FIRA se llama Rugby Europe, integra a las selecciones británicas y organiza el Seis Naciones B.

### América
El rugby se difundió por el mundo, especialmente donde había importantes comunidades británicas, arraigando especialmente en Sudáfrica, Australia, Nueva Zelanda, las Islas del Pacífico Sur, y en Sudamérica, especialmente en      Argentina. En este último, surgió en 1899 The River Plate Rugby Union, la liga más antigua del continente, y ese mismo año se organizó el primer campeonato, uno de los más antiguos del mundo a nivel clubes.

### Oceanía
El rugby tuvo también una gran aceptación en Oceanía, donde se organizó como una plataforma para preservar el modelo indígena de masculinidad en una versión moderna del guerrero maorí como jugador de rugby. Una de las selecciones de rugby más poderosas del mundo, los All Blacks de Nueva Zelanda, integrada por jugadores tanto de origen maorí como británico, adoptó el «haka», una danza maorí, como costumbre previa a cada encuentro.

## Rugbyolímpico y el dominio estadounidense
El deporte estuvo presente en los Juegos Olímpicos irregularmente entre 1900 y 1924, aunque contó con pocos participantes y fue eliminado.
La Primera Guerra Mundial detuvo las competencias nacionales y provocó las trágicas muertes de algunos de los jugadores más destacados de la época, como el irlandés Basil Maclear y el inglés Edgar Mobbs. Algunos de ellos fueron investidos al World Rugby Salón de la Fama en los años 2010.

## Era de las giras fundamentales
Argentina venció a los Emerging Springboks y recibieron el apodo Pumas, por el coraje demostrado, en la Gira al sur de África en 1965.

## Elapartheidy la etapa oscura

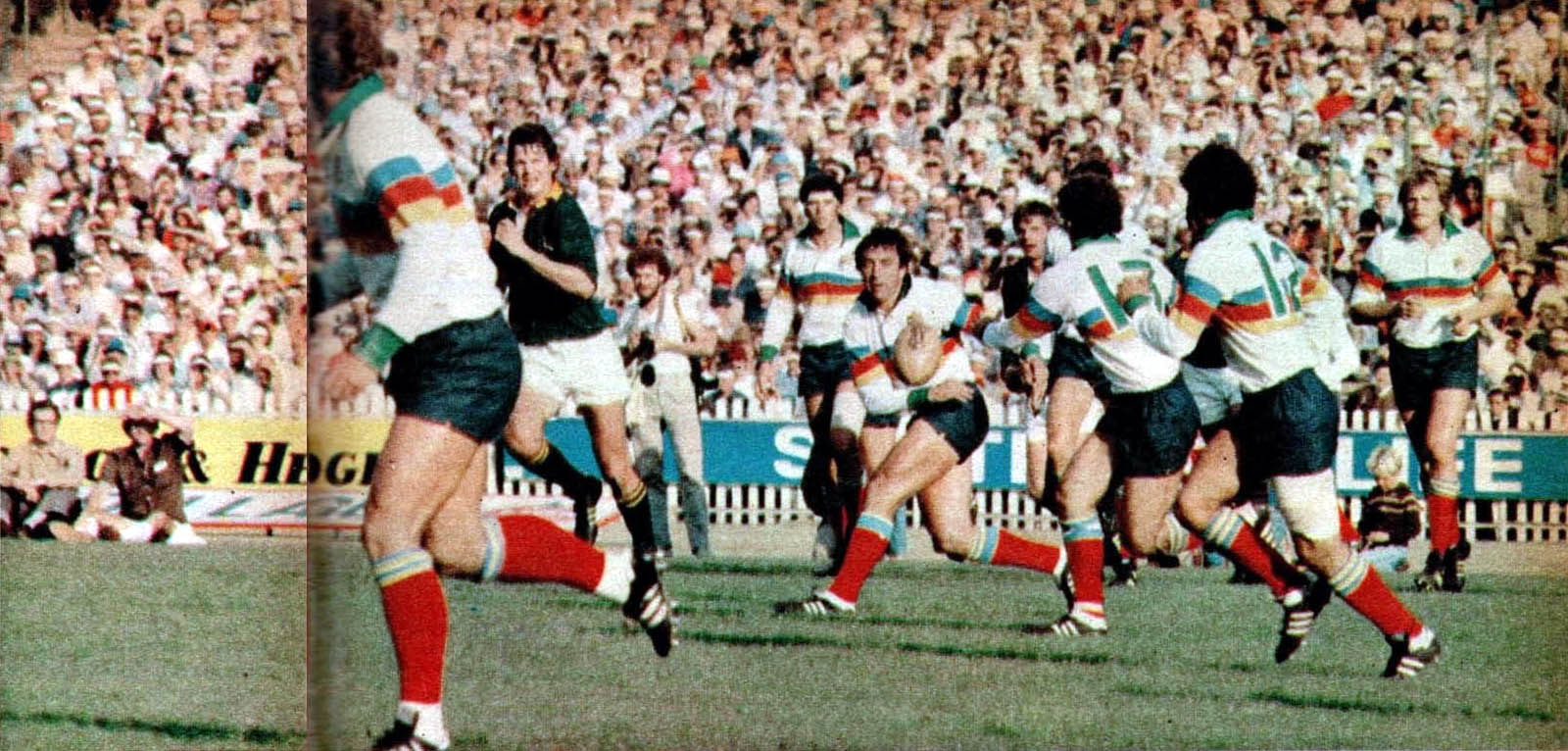
Sudamérica XV vs. Springboks, en 1982.

En 1961 con la caída de la Unión Sudafricana, el nuevo gobierno instauró el apartheid. Se prohibió así que jugadores sudafricanos negros jugaran y los maoríes neozelandeses, los aborígenes australianos y las selecciones de Fiyi, Samoa y Tonga quedaron totalmente prohibidas de visitar la nación.
En 1970 los All Blacks visitaron al país y los jugadores maoríes, como Bryan Williams, fueron clasificados blancos honorarios para ingresar.
En 1977 el Reino Unido sancionó el Acuerdo de Gleneagles, prohibiendo a sus naciones cualquier relación deportiva con los afrikáneres. Pero esto no se respetó eficazmente.

### Años 1980
El boicot deportivo contra el apartheid no permitió más giras de los Lions, tras el tour de 1980.
En 1986 se llevó a cabo las celebraciones por el Centenario de la World Rugby, pero se vio ensuciado por una trasgresión al boicot. La selección kiwi visitó Sudáfrica como New Zealand Cavaliers.
En 1989 por el centenario de la SARU, World Rugby permitió a su World XV jugar dos pruebas contra Sudáfrica y para el deporte mundial; que el máximo órgano rector permitiera a «su seleccionado» celebrar un evento con la racista Sudáfrica, significó que el rugby nunca abandonó efectivamente al apartheid.

## La Copa del Mundo y el regreso de Sudáfrica
En 1987 luego de una intrépida iniciativa australiana y neozelandesa, la oposición británica y los decisivos votos francés y sudafricano; WR aprobó la creación de la Copa del Mundo. En junio el Eden Park albergó la primera final.
Con el fin de la Guerra Fría, desaparecieron las selecciones de Alemania Democrática y la Unión Soviética. Pero su efecto más importante fue El Regreso, cuando los Springboks volvieron a jugar tras la caída del apartheid en 1992.

## Profesionalismo y el nuevo milenio
Finalizado el inolvidable mundial de Sudáfrica 1995, inició el profesionalismo. La Copa Heineken 1995–96 fue la primera competición internacional entre clubes, en el sur fue el Súper Rugby 1996 y el Torneo de las Tres Naciones 1996 desarrollaría el nivel más alto en selecciones.
En 1995 la WR eligió al galés Vernon Pugh como su primer presidente, en 1996 el sur fundó la Sanzaar para mayor organización financiera y en 1997 se fundó el Salón de la Fama en Nueva Zelanda. La Copa Mundial Femenina de 1998 fue la primera organizada por WR y supuso el primer avance gigantesco del rugby femenino.

## Actualidad y el futuro
En 2020 el inglés Bill Beaumont fue reelegido Presidente de WR, tras vencer a Agustín Pichot. El argentino pretendía una reestructuración del calendario internacional, eliminando las giras de mitad y fin de año; para reemplazarlas por una liga mundial dividida en tres niveles deportivos, con la intención de permitir una mayor recaudación y desarrollo para las naciones más débiles.
La pandemia de COVID-19 suspendió las competencias y no se realizaron los Premios World Rugby. La Súper Liga Americana de Rugby tuvo su primera edición y debió cancelarse, mientras que el Súper Rugby se dividió para jugar localmente: en Australia y en Nueva Zelanda.
En 2021 se canceló la Copa Mundial Femenina y las competencias nacionales regresaron casi en normalidad. Fue la segunda ocasión del Rugby 7 en las Olimpiadas.